# A Death in the Desert
"A Death in the Desert" é um conto de Willa Cather. Foi publicado pela primeira vez no The Scribner's em janeiro de 1903.

## Resumo do enredo
Everett está em um trem de Holdrege, Nebraska para Cheyenne, Wyoming. Ele é um homem que se parece com seu irmão prodígio mais velho, Adriance. Essa semelhança o assombra por todo o romance e rouba sua própria personalidade. Ele sempre será irmão de Adriance.

## Personagens
- Everett Hilgarde
- Charley Gaylord
- Duas garotas no trem
- Adriance Hilgarde
- Katharine Gaylord
- Maggie Gaylord
- The Parson
- Diana, uma atriz casta da cidade de Nova York.

## Alusões a outras obras
- Katharine Gaylord menciona Das Rheingold, de Richard Wagner, História do Declínio e Queda do Império Romano, de Edward Gibbon, e Florentine Nights, de Heinrich Heine.

Além disso, a canção de Gussie Davis "In the Baggage Coach Ahead" é mencionada - embora "in" seja omitido.

## Significado literário e crítica
Foi argumentado que o título da história foi influenciado pela leitura de Robert Browning por Willa Cather.
Também foram encontradas alusões a Alexandre Dumas, filho de La dame aux camelias e De rerum natura de Lucrécio.